# Audi F103

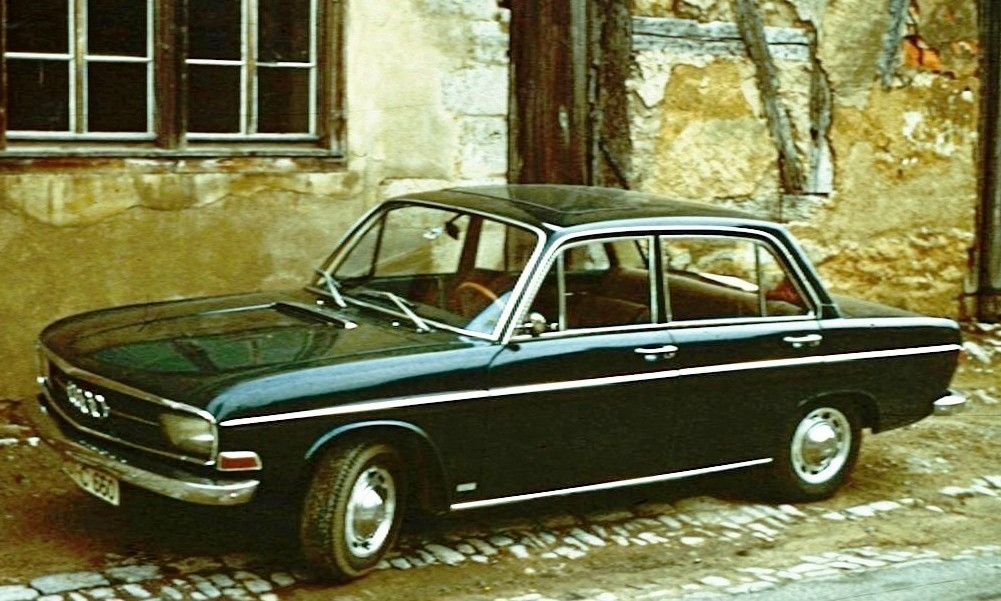
Audi 75

Audi F103 var namnet på den första Audi-modellen efter andra världskriget. Den baserades på DKW F102 och tillverkades 1965-1972. För att markera att man övergett tvåtaktsmotorn valde företaget att pensionera varumärket DKW och istället börja kalla bilarna för Audi, ett varumärke som inte hade använts sedan tiden före andra världskriget. Modellvarianter var Audi, Audi 60, Audi 75, Audi 80 och Audi Super 90. Modellvarianternas namn baserades på motorstyrkan förutom den första som bara hette Audi. Från 1969 såldes Super 90 som sedan och kombi på den amerikanska marknaden i liten upplaga. Audi 75 kom att ersätta modellerna Audi och Audi 80 under 1969 och 1972 följde Audi 80.